# Mai Tai
Il Mai Tai è un cocktail alcolico a base di rum chiaro e scuro, curaçao, sciroppo d'orzata e succo di lime, associato alla cultura polinesiana.

## Storia
Ne viene attribuita l'invenzione al Trader Vic's restaurant di Oakland, California, nel 1944. Anche il locale rivale Don the Beachcomber ne rivendica l'invenzione facendola risalire al 1933, benché le ricette dei due locali siano differenti.
Cocktail simbolo dell'era Tiki, negli anni è stato oggetto di numerose variazioni e reinterpretazioni. Negli ultimi periodi numerose ricerche hanno tentato di ricostruire la storia del cocktail e della ricetta originale, ricetta che varia nel tempo secondo la disponibilità dei rum all'epoca presenti sul mercato. Negli anni 70' Trader Vic pubblica la ricetta originale definendo il "rum chiaro" e il "rum scuro", sopra citato, come rum ambrato jamaicano e rum ambrato martinicano.

## Etimologia
"Maita'i" è una parola tahitiana che significa "buono"; il nome del cocktail è tuttavia reso con due parole, a volte unite da un trattino o con l'iniziale maiuscola.
Secondo Victor J. Bergeron del Trader Vic's, il cocktail fu servito in occasione della visita di alcuni amici da Tahiti. Una di loro, Carrie Guild, dopo averlo assaggiato esclamò "Maita'i roa ae!" ("molto buono!"), da cui il nome.

## Composizione

### Ingredienti
Ne esistono diverse varianti. Secondo la International Bartenders Association, che lo include nella sua lista di cocktail ufficiali, la ricetta è la seguente:
- 4 cl (8 parti) di rum bianco
- 2 cl (4 parti) di rum scuro
- 1,5 cl (3 parti) di orange curaçao
- 1,5 cl (3 parti) di sciroppo di orzata
- 1 cl (2 parti) di succo di lime fresco

### Preparazione
Tutti gli ingredienti tranne il rum ambrato vengono agitati nello shaker con il ghiaccio. Si versa nel bicchiere, vi si aggiunge il rum ambrato facendolo stratificare in superficie.
Viene servito on the rocks, cioè con cubetti di ghiaccio, in un bicchiere Highball.
Guarnizione ombrellino in carta

## Nella cultura di massa
Il Mai Tai divenne popolare tra gli anni 1950 e gli anni 1960, fu d'aiuto al suo successo anche la sua apparizione nel film Blue Hawaii interpretato da Elvis Presley.
Viene citato nel singolo Empire State of Mind di Jay-Z e Alicia Keys. Il Mai Tai diventa simbolo culturale di un'epoca indipendentemente dalla ricetta originale. Alcuni ricercatori sostengono che "l'esperienza gustativa del Mai Tai è strettamente correlata al sentimento evocativo che esprime, sentimento che rappresenta il modo di vivere di un'intera epoca"  indipendentemente dalla ricetta.